# Darija Blaschko
Darija Serhijiwna Blaschko (ukrainisch Дарія Сергіївна Блашко; belarussisch Дар'я Блашко / Darja Blaschko; englisch Darya Blashko, * 28. Januar 1996 in Nawapolazk, Belarus) ist eine ukrainische, vorher belarussische Biathletin. Als Nachwuchssportlerin gewann sie 2015, für Belarus startend, zwei Jugendweltmeistertitel. 2017 wechselte sie die Staatsbürgerschaft und gehört seit dem Winter 2019/20 zum Weltcupkader des ukrainischen Biathlonteams, mit dem sie bei den Weltmeisterschaften 2021 eine Bronzemedaille in der Frauenstaffel gewann.

## Werdegang

### Erfolge im Nachwuchsbereich und Verbandswechsel in die Ukraine
Blaschko begann in ihrer frühen Jugend mit dem Biathlonsport und vertrat Belarus im Januar 2013 erstmals bei den Jugendrennen (für U19-Sportlerinnen) der Juniorenweltmeisterschaften. In dieser Altersklasse wurde sie zwei Jahre später in Minsk-Raubitschy Doppelweltmeisterin: Zunächst blieb sie im Sprint ohne Schießfehler und schlug Julia Schwaiger sowie Ingrid Landmark Tandrevold um wenige Sekunden, wenige Tage später folgte sie in der Staffel über 3 × 6 km als Schlussläuferin auf Dsinara Alimbekawa und Hanna Sola und überquerte die Ziellinie als Erste. Zuvor hatte Blaschko im gleichen Winter 2014/15 mit Resultaten im Mittelfeld im IBU-Cup debütiert, der zweithöchsten Wettkampfserie im Erwachsenenbereich. In der folgenden Saison trat sie im neugeschaffenen IBU-Junior-Cup an und entschied die Serie mit einem Sieg und insgesamt vier Podiumsergebnissen für sich. Mehrere von Blaschkos Altersgenossinnen wie die zweifache Juniorenweltmeisterin des Winters Hanna Öberg verzichteten jedoch auf den Großteil der Veranstaltungen, sodass die Wettkampfreihe als eher schwach besetzt galt. Bei der Junioren-WM 2016 kam Blaschko in keinem Rennen unter die besten Zehn, bei ihrem Weltcupdebüt im Februar 2016 in Canmore schoss sie zwar fehlerfrei, mit einer der langsamsten Laufzeiten verpasste sie aber als 48. die Punkteränge der ersten 40.
In der Saison 2016/17 gehörte Blaschko dem belarussischen IBU-Cup-Team an und erzielte als bestes Ergebnis in einem Einzelrennen einen sechsten Rang. Auch bei den Juniorenweltmeisterschaften 2017 platzierte sie sich bei vier Starts jeweils unter den besten Zehn. Zu dieser Zeit mehrten sich Unstimmigkeiten zwischen Blaschko und dem belarussischen Biathlonverband. Die Sportlerin sah für sich nur geringe Aufstiegschancen im Team und fühlte sich finanziell zu wenig unterstützt. Zudem gab es einen Konflikt um die Rolle ihres langjährigen Trainers Wladimir Machlajew. Blaschko erhielt im September 2017 die Staatsbürgerschaft der Ukraine und trainierte ab dem Winter 2017/18 mit dem ukrainischen Nationalteam, wobei Machlajew sie weiter als persönlicher Betreuer begleitete. Der belarussische Verband verzichtete nicht auf die in den Regularien der Internationalen Biathlon-Union (IBU) vorgesehene Sperrfrist von zwei Jahren nach einem Nationenwechsel, sodass Blaschko bis März 2019 international nicht antreten durfte. Während dieser Sperre nahm sie erfolgreich an lokalen und nationalen Wettkämpfen in der Ukraine teil.

### Etablierung im Weltcupteam und WM-Bronzemedaille
Blaschko kehrte zum Saisonende 2018/19 mit Starts im IBU-Cup in das internationale Wettkampfgeschehen zurück und gewann im August 2019 die Bronzemedaille im Sprint bei den Sommerbiathlon-Weltmeisterschaften hinter den gleichauf erstplatzierten Jekaterina Glasyrina und Lucie Charvátová. Nachdem sie bei den ukrainischen Meisterschaften drei nationale Titel (in Sprint, Verfolgung und Mixed-Staffel) geholt hatte, zählte Blaschko ab November 2019 zur Weltcupmannschaft ihres neuen Heimatlandes. Beim Auftakt der Saison in Östersund gewann sie im 15-Kilometer-Einzelrennen als 21. ihre ersten Weltcuppunkte, war damit in diesem Wettkampf die zweitbeste Ukrainerin (hinter Julija Dschyma) und übertraf ferner den 33. Rang der erfolgreichsten Belarussin Dsinara Alimbekawa. Ihr bis dahin bestes Weltcupergebnis erreichte Blaschko im Dezember in Annecy-Le Grand-Bornand mit einem 17. Platz im Verfolgungsrennen, ehe sie nach einer krankheitsbedingten Pause um den Jahreswechsel im Rest des Winters nicht mehr an die Ergebnisse vom Saisonstart anknüpfte. Im Verlauf des Weltcups 2020/21 kam Blaschko in sechs Einzelrennen unter die besten 20 Sportlerinnen, unter anderem mit einem 14. Rang im WM-Sprint auf der Pokljuka. Hinter Dschyma war sie in der Gesamtwertung der Serie als 31. die zweitbeste Ukrainerin. Mit der ukrainischen Frauenstaffel gewann Blaschko bei den Weltmeisterschaften (an der Seite von Anastassija Merkuschyna, Dschyma und Olena Pidhruschna) die Bronzemedaille; in der WM-Single-Mixed-Staffel wurde sie zusammen mit Artem Pryma Vierte.
Im olympischen Winter 2021/22 erreichte Blaschko mehrere Top-30-Ergebnisse in Weltcup-Einzelrennen. Zusammen mit Artem Tyschtschenko lief sie beim Weltcup in Oberhof in der Single-Mixed-Staffel auf den dritten Rang. Bei den Olympischen Winterspielen in Peking war sie für einen Start im Einzel vorgesehen, wurde aber kurz vor dem Rennen positiv auf COVID-19 getestet und musste die folgenden anderthalb Wochen in Isolierung verbringen, neun Tage davon in einem Quarantänehotel. Sie verpasste dadurch alle möglichen Wettkampfteilnahmen. Zu Beginn des russischen Überfalls auf die Ukraine Ende Februar 2022 hielt sie sich in ihrem Wohnort Tschernihiw auf. Sie berichtete Mitte März auf Facebook, dass sie sich mehrere Tage unter anderem im Keller des örtlichen Skistützpunktes vor den Luftschlägen versteckt habe, ehe es ihr gelungen sei, die Stadt zu verlassen. Laut einem Bericht der Seite sport.ua wurde Blaschkos gesamte Sportausrüstung während der ersten Tage des Krieges in Tschernihiw zerstört. Mit der Unterstützung verschiedener Skifirmen konnte sie sich demnach eine neue Ausrüstung zusammenstellen. In der Saison 2022/23 startete Blaschko wieder im Weltcup, gewann aber in der Rennserie keine Punkte, ebenso wenig 2023/24, als sie nur zu fünf internationalen Wettkämpfen antrat, vor allem läuferisch viel Rückstand auf die führenden Athletinnen hatte und ihre Saison vorzeitig im Februar beendete.

## Platzierungen im Biathlon-Weltcup
Die Tabelle zeigt alle Platzierungen (je nach Austragungsjahr einschließlich Olympische Spiele und Weltmeisterschaften).
- 1.–3. Platz: Anzahl der Podiumsplatzierungen
- Top 10: Anzahl der Platzierungen unter den ersten zehn (einschließlich Podium)
- Punkteränge: Anzahl der Platzierungen innerhalb der Punkteränge (einschließlich Podium und Top 10)
- Starts: Anzahl gelaufener Rennen in der jeweiligen Disziplin
- Staffel: inklusive Mixed- und Single-Mixed-Staffeln

| Platzierung               | Einzel | Sprint | Verfolgung | Massenstart | Staffel | Gesamt |
| ------------------------- | ------ | ------ | ---------- | ----------- | ------- | ------ |
| 1. Platz                  |        |        |            |             |         |        |
| 2. Platz                  |        |        |            |             |         |        |
| 3. Platz                  |        |        |            |             | 2       | 2      |
| Top 10                    |        |        |            |             | 13      | 13     |
| Punkteränge               | 2      | 10     | 9          | 4           | 20      | 45     |
| Starts                    | 6      | 26     | 14         | 4           | 20      | 70     |
| Stand: Saisonende 2023/24 |        |        |            |             |         |        |